# アラン＝ギヨーム・ブニョニ

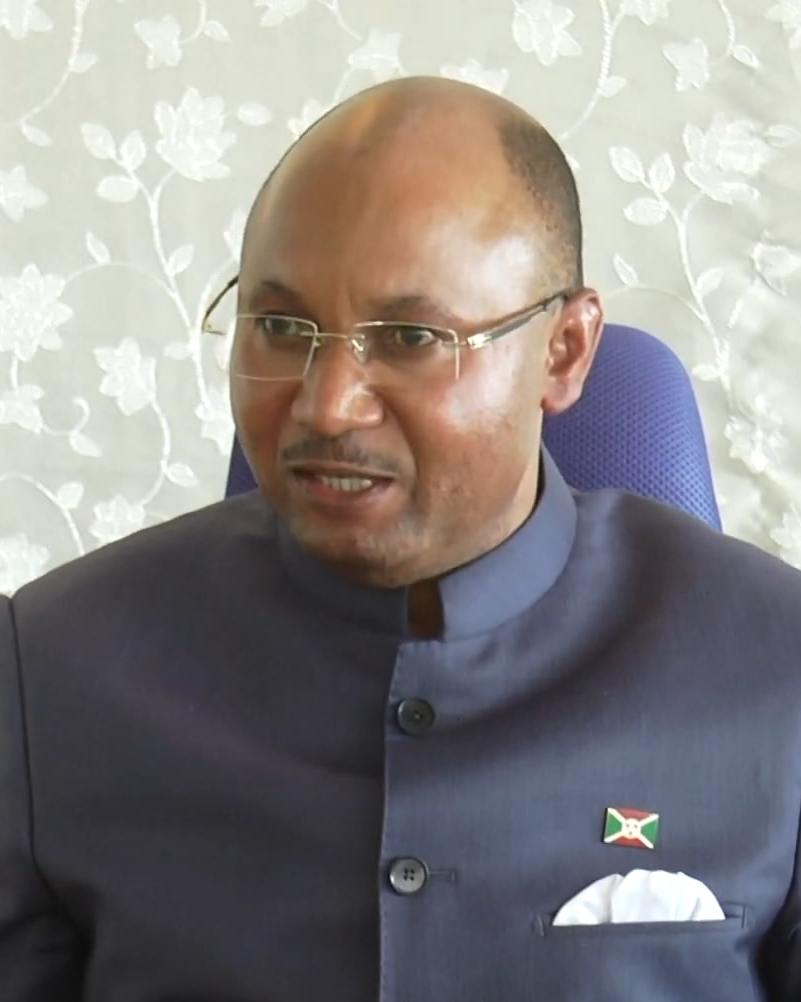
2020年のブニョニ

アラン＝ギヨーム・ブニョニ（フランス語: Alain-Guillaume Bunyoni、1972年1月2日 - ）は、ブルンジの政治家。2020年から2022年まで同国首相を務めた。
1972年、ブジュンブラ・メリー県カニョシャで生まれ、1994年にブルンジ大学に入学した。
1994年より公安省にて軍歴を積み、2004年には警察少将、2005年から2007年まで警察庁長官、2007年11月7日から2011年11月11日まで公安大臣をそれぞれ務めた。また、この間の2007年から2014年まで、武装解除・動員解除・社会復帰国家委員会の一員でもあった。2014年11月から2015年8月24日まで国家安全保障会議にて事務次官。
2015年8月24日より再度公安大臣を務め、エヴァリスト・エヌダイシミエ大統領が選出された後の2020年6月23日に開かれた議会で下院では94票中92票を得て、上院でも承認され首相として指名された。首相ポストは2018年の憲法により設けられたもので、22年ぶりの就任となる。
一方、公安大臣在任中の2015年には、ブルンジ警察と反体制派との衝突が発生し、大量の死者・逮捕者を出したことを受け（ブルンジ動乱 (2015年-2018年)）、アメリカ合衆国による制裁対象として指定されている。
2022年9月、ヌダイシミエ大統領は首謀者を明かすことなく自身に対するクーデター未遂事件があったと主張し、その数日後の9月7日にジェルヴェ・ンディラコブチャ内務大臣を首相に任命。同日中に議会が全会一致で承認し就任、ブニョニは首相を解任された形となった。
ブニョニはその後、彼の誕生日である2023年4月23日に逮捕された。.